# Selección de fútbol sub-17 de Países Bajos
La selección de fútbol sub-17 de los Países Bajos es el equipo que representa al país en la Copa Mundial de Fútbol Sub-17 y en la Eurocopa Sub-17, y es controlada por la Real Federación de Fútbol de los Países Bajos.

## Historial
Contrario a los registros de su selección mayor, el equipo infantil solo cuenta con tres apariciones en mundiales de la categoría, siendo su primera aparición en 2005 llegando a las semifinales. No corrieron con tanta suerte en sus últimas apariciones, ya que no pasaron de la fase de grupos.
A nivel europeo las cosas han salido un poco mejor, ya que registra cuatro títulos de la categoría y han sido finalistas en otras dos ocasiones.

## Palmarés
- Copa Mundial de Fútbol Sub-17:
  -  Tercero: 2005.
- Eurocopa Sub-17:
  -  Campeón: 2011, 2012, 2018, 2019
  -  Subcampeón: 2005, 2009, 2014, 2022
  -  Tercero: 2000

## Estadísticas

### Mundial Sub-17
| Año   | Ronda          | J              | G              | E              | P              | GF             | GC             |
| ----- | -------------- | -------------- | -------------- | -------------- | -------------- | -------------- | -------------- |
| 1985  | No clasificó   | No clasificó   | No clasificó   | No clasificó   | No clasificó   | No clasificó   | No clasificó   |
| 1987  | No clasificó   | No clasificó   | No clasificó   | No clasificó   | No clasificó   | No clasificó   | No clasificó   |
| 1989  | No clasificó   | No clasificó   | No clasificó   | No clasificó   | No clasificó   | No clasificó   | No clasificó   |
| 1991  | No clasificó   | No clasificó   | No clasificó   | No clasificó   | No clasificó   | No clasificó   | No clasificó   |
| 1993  | No clasificó   | No clasificó   | No clasificó   | No clasificó   | No clasificó   | No clasificó   | No clasificó   |
| 1995  | No clasificó   | No clasificó   | No clasificó   | No clasificó   | No clasificó   | No clasificó   | No clasificó   |
| 1997  | No clasificó   | No clasificó   | No clasificó   | No clasificó   | No clasificó   | No clasificó   | No clasificó   |
| 1999  | No clasificó   | No clasificó   | No clasificó   | No clasificó   | No clasificó   | No clasificó   | No clasificó   |
| 2001  | No clasificó   | No clasificó   | No clasificó   | No clasificó   | No clasificó   | No clasificó   | No clasificó   |
| 2003  | No clasificó   | No clasificó   | No clasificó   | No clasificó   | No clasificó   | No clasificó   | No clasificó   |
| 2005  | Tercer lugar   | 6              | 4              | 0              | 2              | 12             | 10             |
| 2007  | No clasificó   | No clasificó   | No clasificó   | No clasificó   | No clasificó   | No clasificó   | No clasificó   |
| 2009  | Fase de grupos | 3              | 1              | 0              | 2              | 3              | 4              |
| 2011  | Fase de grupos | 3              | 0              | 1              | 2              | 3              | 5              |
| 2013  | No clasificó   | No clasificó   | No clasificó   | No clasificó   | No clasificó   | No clasificó   | No clasificó   |
| 2015  | No clasificó   | No clasificó   | No clasificó   | No clasificó   | No clasificó   | No clasificó   | No clasificó   |
| 2017  | No clasificó   | No clasificó   | No clasificó   | No clasificó   | No clasificó   | No clasificó   | No clasificó   |
| 2019  | Cuarto lugar   | 7              | 3              | 1              | 3              | 14             | 12             |
| 2023  | No clasificó   | No clasificó   | No clasificó   | No clasificó   | No clasificó   | No clasificó   | No clasificó   |
| 2025  | Por disputarse | Por disputarse | Por disputarse | Por disputarse | Por disputarse | Por disputarse | Por disputarse |
| Total | 4/19           | 19             | 8              | 2              | 9              | 32             | 31             |

### Eurocopa Sub-17
| Año   | Ronda                                      | J                                          | G                                          | E1                                         | P                                          | GF                                         | GC                                         |
| ----- | ------------------------------------------ | ------------------------------------------ | ------------------------------------------ | ------------------------------------------ | ------------------------------------------ | ------------------------------------------ | ------------------------------------------ |
| 2002  | Fase de grupos                             | 3                                          | 1                                          | 1                                          | 1                                          | 10                                         | 7                                          |
| 2003  | No clasificó                               | No clasificó                               | No clasificó                               | No clasificó                               | No clasificó                               | No clasificó                               | No clasificó                               |
| 2004  | No clasificó                               | No clasificó                               | No clasificó                               | No clasificó                               | No clasificó                               | No clasificó                               | No clasificó                               |
| 2005  | Subcampeón                                 | 5                                          | 2                                          | 2                                          | 1                                          | 5                                          | 5                                          |
| 2006  | No clasificó                               | No clasificó                               | No clasificó                               | No clasificó                               | No clasificó                               | No clasificó                               | No clasificó                               |
| 2007  | Cuartos de final                           | 4                                          | 1                                          | 1                                          | 2                                          | 9                                          | 9                                          |
| 2008  | Semifinales                                | 4                                          | 2                                          | 0                                          | 2                                          | 4                                          | 5                                          |
| 2009  | Subcampeón                                 | 5                                          | 2                                          | 1                                          | 2                                          | 6                                          | 7                                          |
| 2010  | No clasificó                               | No clasificó                               | No clasificó                               | No clasificó                               | No clasificó                               | No clasificó                               | No clasificó                               |
| 2011  | Campeon                                    | 5                                          | 4                                          | 1                                          | 0                                          | 9                                          | 2                                          |
| 2012  | Campeón                                    | 5                                          | 3                                          | 2                                          | 0                                          | 6                                          | 2                                          |
| 2013  | No clasificó                               | No clasificó                               | No clasificó                               | No clasificó                               | No clasificó                               | No clasificó                               | No clasificó                               |
| 2014  | Subcampeón                                 | 5                                          | 4                                          | 0                                          | 1                                          | 16                                         | 5                                          |
| 2015  | Fase de grupos                             | 3                                          | 0                                          | 3                                          | 0                                          | 2                                          | 2                                          |
| 2016  | Semifinales                                | 5                                          | 3                                          | 0                                          | 2                                          | 4                                          | 4                                          |
| 2017  | Cuartos de final                           | 4                                          | 1                                          | 1                                          | 2                                          | 4                                          | 7                                          |
| 2018  | Campeón                                    | 6                                          | 3                                          | 3                                          | 0                                          | 10                                         | 3                                          |
| 2019  | Campeón                                    | 6                                          | 5                                          | 0                                          | 1                                          | 15                                         | 6                                          |
| 2020  | Cancelado debido a la pandemia de COVID-19 | Cancelado debido a la pandemia de COVID-19 | Cancelado debido a la pandemia de COVID-19 | Cancelado debido a la pandemia de COVID-19 | Cancelado debido a la pandemia de COVID-19 | Cancelado debido a la pandemia de COVID-19 | Cancelado debido a la pandemia de COVID-19 |
| 2021  | Cancelado debido a la pandemia de COVID-19 | Cancelado debido a la pandemia de COVID-19 | Cancelado debido a la pandemia de COVID-19 | Cancelado debido a la pandemia de COVID-19 | Cancelado debido a la pandemia de COVID-19 | Cancelado debido a la pandemia de COVID-19 | Cancelado debido a la pandemia de COVID-19 |
| 2022  | Subcampeón                                 | 6                                          | 4                                          | 0                                          | 1                                          | 13                                         | 7                                          |
| 2023  | Fase de grupos                             | 3                                          | 0                                          | 1                                          | 2                                          | 2                                          | 7                                          |
| 2024  | No clasificó                               | No clasificó                               | No clasificó                               | No clasificó                               | No clasificó                               | No clasificó                               | No clasificó                               |
| 2025  | Por definir                                | Por definir                                | Por definir                                | Por definir                                | Por definir                                | Por definir                                | Por definir                                |
| Total | 15/21                                      | 69                                         | 35                                         | 17                                         | 17                                         | 115                                        | 78                                         |

## Entrenadores
- Albert Stuivenberg (2006-13)
- Kees van Wonderen (2015-18)